# 赤線街路〜昭和33年の初雪〜
『赤線街路〜昭和33年の初雪〜』（あかせんがいろ しょうわさんじゅうさんねんのはつゆき）は、C-sideが2007年11月30日に発売したアダルトゲームである。2008年11月21日にはダウンロード版、2009年2月20日にはDVDPG版も発売されている。

## ゲームシステム、制作
昭和中期の「赤線」を舞台に、主人公と売春街の人々との交流や成長を描く人情活劇である。
ディレクターのさのば浜は以前から赤線を舞台にした作品を作りたいと思っていたが、赤線の関連語句の規制が厳しく実現できなかった。しかしこのまま赤線がタブー視されて消えてしまうのが嫌だと思い、規制が和らぐまで企画を温め続け、作品として実現した。作中ではできるだけ当時の雰囲気を再現することを狙い、オート三輪（通称「バタバタ」）のエンジン音は、実物の音を収録するために宮城まで取材に行った。
また、プレイヤーにとって昭和30年代という時代はわかりにくいため、作中単語をまとめた辞書機能が導入された

## あらすじ
（出典：）
終戦から13年後の昭和33年冬、主人公・如月真之は、かつて生活苦から娼婦となって行方不明の母親を探して、赤線・玉柳へ足を踏み入れる。真之は手がかりを見つけられずに行き倒れてしまうが、赤線宿「薫屋」の娼婦・空崎静枝に助けられる。売春防止法によりもうすぐ赤線が解体されてしまう日々の中で、真之は薫屋を拠点にして母を探し続け、売春街の様々な人々と関わっていく。

## 登場人物
（出典：）

### 主人公
如月 真之（きさらぎ まさゆき）
本作品の主人公。純情で正義感が強い。
「薫屋」に拾われて以来、千尋にからかわれている。
家が自動車等の修理工で、オート三輪を愛用している。

### ヒロイン
空崎 静枝（からざき しずえ）
声 - 神崎ちひろ
薫屋で一番人気の娼婦。行き倒れた真之を助ける。
娼婦には見えぬほど清楚に見えるが、臆病でさびしがり屋な一面を持つ。
小此木 楓香（おこのぎ ふうか）
声 - 金田まひる
薫屋で下働きをする女給。静枝に拾われて以来恩を感じている。
来生 千尋（きすぎ ちひろ）
声 - 一色ヒカル
薫屋の娼婦。口は悪いが思いやりのある人物。赤線稼業は仕事だと割り切っている。

### サブキャラクター
渡会 卓（わたらい すぐる）
声 - 城崎彦太
薫屋の経営者。赤線を始める前は新聞記者だった。
方丈 恭介（ほうじょう きょうすけ）
声 - 一条和矢
皮肉屋のジャーナリストで、卓からは嫌われている。
平間 直太郎（ひらま なおたろう）
声 - 谷俊介
千尋を贔屓する薫屋の常連客。材木商として頭角をあらわし、建築業への進出も考えている。
如月 董子（きさらぎ とうこ）
真之の母親。物語の時点では行方不明。

## スタッフ
- ディレクター - さのば浜加藤
- 原画 - Rけん
- シナリオ - てつじん

## 主題歌
オープニング曲「ドリームライダー」
作詞・作曲 - 薬師るり、編曲：小川敬一、歌 - 薬師るり
エンディング曲「みんなの声が聞こえる」
作詞・作曲 - 薬師るり、編曲：kazuhito kikuchi、歌 - 薬師るり
挿入歌「鳥籠に見た夢」
作詞・作曲 - 薬師るり、編曲：小川敬一、歌 - 薬師るり

## 評価
アダルトゲーム雑誌「メガストア」の2008年2月号に掲載されたクロスレビューの結果は表のとおり。
| レビュアー     | 点数 |
| -------------- | ---- |
| KAZ            | 6点  |
| りんりん       | 5点  |
| ろりぽん       | 5点  |
| 絵路野オタロー | 8点  |

このうち、KAZとろりぽんは『三丁目の夕日』をほうふつとさせると述べている。一方で、ろりぽんは赤線という特殊な設定がHシーンに反映されていない点を指摘している。また、りんりんも時代背景という娼婦という設定を生かして、客との情事があればより世界観を楽しめただろうとしている。
KAZは主人公の成長の様子を示すために、あえてまっすぐな性格であると同時に思春期特有の未熟さを併せ持つキャラクター性にしたのだろうとしつつも、好みが分かれるとした。
絵路野オタローは、無知な主人公が現実の重みを知って自らの進む道を選ぶ様子が見どころだとし、個人的にはこのような話が気に入っていると述べている。
一方、りんりんは主人公の思考があまりにも幼稚で読みづらかったとしたほか、ろりぽんも序盤における主人公が精神的に幼すぎると指摘しており、主人公に対して嫌悪感を持ちながらも読み進められるか否かが表かの分かれ目だろうとしている。
りんりんは、ヒロインが赤線の消滅に戸惑う様子が丁寧に描かれていたと評価している。